# Dariusz Formella
Dariusz Formella (ur. 21 października 1995 w Gdyni) – polski piłkarz, występujący na pozycji skrzydłowego, w Arce Gdynia, Lechu Poznań, Pogoni Szczecin, Rakowie Częstochowa, Sacramento Republic, Oakland Roots, a od 2023 w amerykańskim klubie Phoenix Rising.

## Kariera klubowa
Dariusz Formella zaczynał swoją karierę w redzkim klubie UKS Jedynka Reda, skąd przeniósł się do Arki Gdynia. Po występach w drużynach juniorskich, w lipcu 2012 został włączony do kadry pierwszego zespołu gdyńskiego klubu. Zadebiutował 4 sierpnia 2012 w meczu I ligi z Wartą Poznań (2:0).
W lutym 2013 podpisał obowiązujący od 1 lipca, 3-letni kontrakt z Lechem Poznań, a do końca czerwca został wypożyczony do poznańskiego klubu. W Lechu zadebiutował 18 sierpnia 2013 w wygranym 4:0 meczu Pucharu Polski z Termalicą. W październiku 2013, po ukończeniu 18. roku życia, podpisał profesjonalny kontrakt z Lechem, który obowiązywał do końca czerwca 2016. 3 listopada 2013 w meczu z Górnikiem Zabrze (3:1), zadebiutował w Ekstraklasie, natomiast 27 września 2014, w meczu z Legią Warszawa (2:2), strzelił w niej swojego pierwszego gola. Łącznie w sezonie 2014/15 wystąpił w 33 meczach Lecha, strzelając 6 bramek i zdobył z drużyną Mistrzostwo Polski, a także dotarł do finału Pucharu Polski. 5 czerwca 2015 przedłużył kontrakt z Lechem do 30 czerwca 2019. W sezonie 2015/16 zagrał z Lechem w fazie grupowej Ligi Europy.
1 lutego 2016 został wypożyczony do końca sezonu, do występującego w I lidze, swojego poprzedniego klubu - Arki Gdynia. Przez pół roku wystąpił w 13 ligowych meczach zespołu z Gdyni zdobywając 6 bramek i notując 4 asysty, czym przyczynił się do późniejszego awansu Arki do najwyższej klasy rozgrywkowej.
30 czerwca 2016 powrócił do Lecha. Pierwszym meczem jaki zagrał po powrocie do klubu, był rozgrywany w Warszawie, mecz o Superpuchar Polski z Legią Warszawa. Skrzydłowy pojawił się na boisku w 68. minucie spotkania, a następnie zdobył dwie bramki, czym przesądził o zwycięstwie swojej drużyny 4:1. W pierwszej części sezonu 2016/17 wystąpił w 11 ligowych meczach Lecha i strzelił jedną bramkę.
1 stycznia 2017 ponownie został wypożyczony na pół roku, do występującej już w Ekstraklasie, Arki Gdynia. W rundzie wiosennej sezonu 2016/17, rozegrał w barwach Arki. 19 meczów, w których strzelił 4 gole i zdobył z klubem Puchar Polski.
20 lipca 2017 został wypożyczony na rok do Pogoni Szczecin. Zadebiutował w tym klubie dwa dni później w wygranym 2:1 meczu z Piastem Gliwice, w którym strzelił gola. 18 lipca 2019 Formella przeniósł się z Rakowa Częstochowa do Sacramento Republic FC z USL Championship, podpisał kontrakt na pozostałą część sezonu 2019 z opcją na 2020 rok.
9 stycznia 2022 podpisał dwuletni kontrakt z występującym w USL Championship Oakland Roots SC, zadebiutował 13 marca tego samego roku w przegranym 0:1 spotkaniu ligowym przeciwko Rio Grande Valley FC. W sezonie 2022 wystąpił w 32 meczach, zdobywając 4 gole, kończąc rozgrywki na 7. miejscu w konferencji zachodniej.
W lipcu 2023 ogłoszono, że Formella przechodzi do Phoenix Rising, klubu również występującego w USL Championship.

## Statystyki

### Klubowe
Aktualne na dzień 16 stycznia 2018
| Klub                     | Sezon              | Liga               | Liga  | Liga   | Puchar Polski | Puchar Polski | Europa | Europa | Inne  | Inne   | Suma  | Suma   |
| Klub                     | Sezon              | Liga               | Mecze | Bramki | Mecze         | Bramki        | Mecze  | Bramki | Mecze | Bramki | Mecze | Bramki |
| ------------------------ | ------------------ | ------------------ | ----- | ------ | ------------- | ------------- | ------ | ------ | ----- | ------ | ----- | ------ |
| Arka Gdynia              | 2012/13            | I liga             | 7     | 0      | –             | –             | –      | –      | –     | –      | 7     | 0      |
| Lech Poznań              | 2012/13            | Ekstraklasa        | –     | –      | –             | –             | –      | –      | –     | –      | 0     | 0      |
| Lech Poznań              | 2013/14            | Ekstraklasa        | 11    | 0      | 2             | 0             | 2      | 0      | –     | –      | 15    | 0      |
| Lech Poznań              | 2014/15            | Ekstraklasa        | 28    | 3      | 5             | 3             | –      | –      | –     | –      | 33    | 6      |
| Lech Poznań              | 2015/16            | Ekstraklasa        | 19    | 1      | 4             | 0             | 12     | 0      | 1     | 0      | 36    | 1      |
| Arka Gdynia (wyp.)       | 2015/16            | I liga             | 13    | 6      | –             | –             | –      | –      | –     | –      | 13    | 6      |
| Lech Poznań              | 2016/17            | Ekstraklasa        | 11    | 1      | 2             | 0             | –      | –      | 1     | 2      | 14    | 3      |
| Arka Gdynia (wyp.)       | 2016/17            | Ekstraklasa        | 17    | 3      | 2             | 1             | –      | –      | –     | –      | 19    | 4      |
| Pogoń Szczecin (wyp.)    | 2017/18            | Ekstraklasa        | 18    | 2      | 2             | 0             | –      | –      | –     | –      | 20    | 2      |
| Raków Częstochowa (wyp.) | 2017/18            | I liga             | 13    | 3      | –             | –             | –      | –      | –     | –      | 13    | 3      |
| Raków Częstochowa        | 2018/19            | I liga             | 8     | 1      | 1             | 0             | –      | –      | –     | –      | 8     | 1      |
| Sacramento Republic FC   | 2019               | USL Championship   | 10+2  | 2      | –             | –             | –      | –      | –     | –      | 12    | 2      |
| Sacramento Republic FC   | 2020               | USL Championship   | 14+1  | 8      | –             | –             | –      | –      | –     | –      | 15    | 8      |
| Sacramento Republic FC   | 2021               | USL Championship   | 8     | 2      | –             | –             | –      | –      | –     | –      | 8     | 2      |
| Ogólnie w karierze       | Ogólnie w karierze | Ogólnie w karierze | 180   | 32     | 18            | 4             | 14     | 0      | 2     | 2      | 213   | 38     |

## Sukcesy

### Lech Poznań
- Mistrzostwo Polski: 2014/2015
- Superpuchar Polski: 2015, 2016

### Arka Gdynia
- I liga: 2015/2016
- Puchar Polski: 2016/2017

### Raków Częstochowa
- I liga: 2018/2019[20]